# Échirolles
Échirolles je južno predmestje Grenobla in občina v vzhodnem francoskem departmaju Isère regije Rona-Alpe. Leta 2009 je naselje imelo 35.657 prebivalcev.

## Geografija
Kraj leži v pokrajini Daufineji na jugu Grenobla ob državni cesti 87 Rocade sud; je njegovo drugo največje predmestje.

## Uprava
Échirolles je sedež dveh kantonov:
- Kanton Échirolles-Vzhod (del občine Échirolles, občina Bresson: 14.476 prebivalcev),
- Kanton Échirolles-Zahod (del občine Échirolles: 19.069 prebivalcev).

Oba kantona sta sestavna dela okrožja Grenoble.

## Zgodovina
Échirolles je nekdanje industrijsko mesto, v katerem je večina prebivalstva delala v tovarnah viskoze, tkanine, ki je bila izumljena prav v tem mestu leta 1884 s strani francoskega znanstvenika in industrialca Chardonneta (1838–1924).

## Pobratena mesta
- Grugliasco (Piemont, Italija),
- Honhoue (Benin),
- Kimberley (Anglija, Združeno kraljestvo).